# Le Prince des acteurs
Pour plus de détails, voir Fiche technique et Distribution.
Le Prince des acteurs (Prince of Players) est un film américain réalisé par Philip Dunne et sorti en 1955.
Produit par la 20th Century Fox, le film retrace la vie et la carrière de l'acteur américain Edwin Booth, ainsi que celle de son frère John Wilkes Booth, connu pour avoir assassiné le président Abraham Lincoln.

## Synopsis
La vie d'Edwin Booth, frère du tristement célébre John Wilkes Booth.

## Fiche technique
- Titre : Le Prince des acteurs
- Titre original : Prince of Players
- Réalisation : Philip Dunne
- Scénario : Moss Hart d'après un livre d'Eleanor Ruggles
- Photographie : Charles G. Clarke
- Montage : Dorothy Spencer
- Musique : Bernard Herrmann

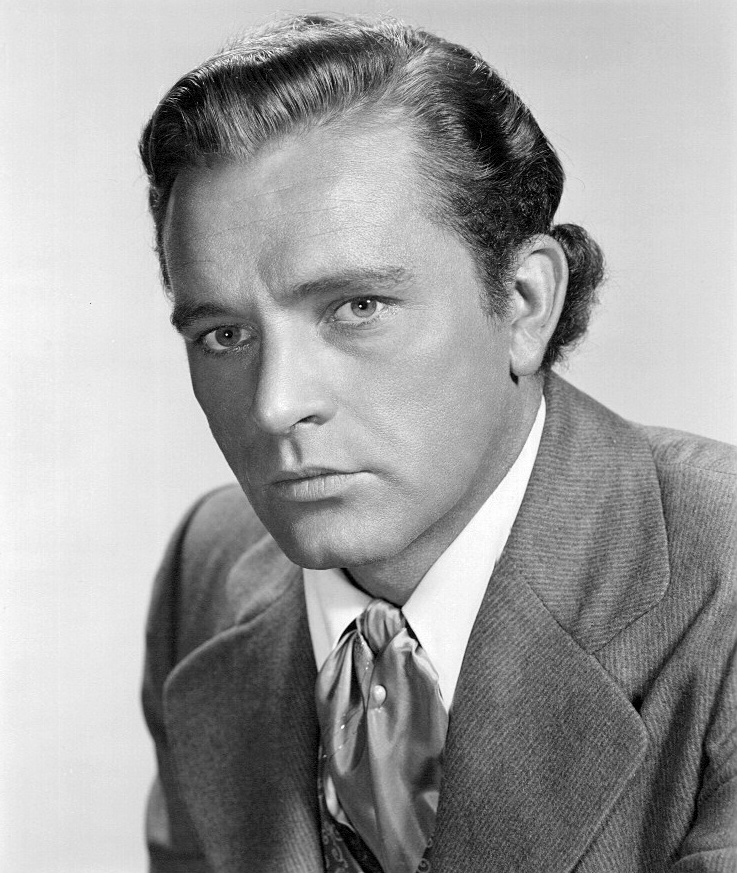
Richard Burton dans Le Prince des acteurs

- Société de production : 20th Century Fox
- Format : Couleurs — CinemaScope — 35 mm — 2,55:1 — Son : 4-Track Stereo (Western Electric Recording) (magnetic prints)
- Genre : Biopic, drame et historique
- Durée : 102 minutes
- Date de sortie :
  - États-Unis :  11 janvier 1955

## Distribution
- Richard Burton : Edwin "Ned" Booth
- Maggie McNamara : Mary Devlin
- John Derek : John Wilkes Booth
- Raymond Massey : Junius Brutus Booth
- Charles Bickford : Dave Prescott
- Elizabeth Sellars : Asia Booth
- Christopher Cook : Edwin Booth à 10 ans
- Dayton Lummis
- Ian Keith : fantôme du père de Hamlet dans Hamlet
- Paul Stader : Laertes dans Hamlet
- Louis Alexander : John Booth à 12 ans
- William Walker : Old Ben
- Charles Cane : assistant
- Mae Marsh : Sorcière dans 'Macbeth
- Stanley Hall : Abraham Lincoln
- Sarah Padden : Mary Todd Lincoln
- Ruth Clifford : Nurse
- Ivan Hayes : Bernardo dans Hamlet
- Paul Frees : Francisco dans Hamlet
- Ben Wright : Horatio dans Hamlet
- Melinda Markey : jeune femme
- Eleanor Audley : Mrs. Montchesington
- Percival Vivian : Polonius dans Hamlet
- George Dunn : Doorman
- Ruth Warren : Nurse
- Richard H. Cutting : Docteur
- Lane Chandler : Colonel
- Steven Darrell : Maj. Rathbone
- Tom Fadden : Trenchard
- Henry Kulky : Bartender
- Olan Soule : Catesby dans Richard III
- Eva Le Gallienne : Reine Gertrude dans Hamlet
- Jack Raine : Manager du théâtre